# یون جونگ سو
یون جونگ سو (کره‌ای: 윤정수؛ زادهٔ ۸ فوریه ۱۹۷۲) کمدین اهل کره جنوبی است.

## برنامه تلویزیونی
| سال  | عنوان                  | توضیحات                               | منابع       |
| ---- | ---------------------- | ------------------------------------- | ----------- |
| ۲۰۲۰ | پادشاه خواننده نقابدار | شرکت کننده با عنوان «پودل» (قسمت ۲۴۵) | [ ۱ ] [ ۲ ] |
| ۲۰۱۹ | طعم عشق                | عضو گروه بازیگران                     | [ ۳ ]       |
| ۲۰۲۱ | لیدرز دِی               | عضو گروه بازیگران                     | [ ۴ ]       |

## جوایز و نامزدی‌ها
| سال  | مراسم جوایز         | دسته                                       | نامزد / اثر         | نتیجه | منابع |
| ---- | ------------------- | ------------------------------------------ | ------------------- | ----- | ----- |
| ۲۰۰۳ | جوایز سرگرمی ام‌بی‌سی | ستاره در ورایتی شو                         | یون جونگ سو         | برنده |       |
| ۲۰۰۴ | جوایز سرگرمی ام‌بی‌سی | جایزه برتری در ورایتی شو                   | یون جونگ سو         | برنده |       |
| ۲۰۱۷ | جوایز سرگرمی ام‌بی‌سی | جایزه ویژه در ورایتی                       | جادوگر هیچ‌جا        | برنده |       |
| ۲۰۱۷ | جوایز سرگرمی اس‌بی‌اس | جایزه سنس استیلر                           | پسر کوچولوی بزرگ من | برنده | [ ۵ ] |
| ۲۰۲۱ | جوایز سرگرمی کی‌بی‌اس | دی‌جی رادیو جدید سال (به همراه نام چانگ هی) | آقای رادیو          | برنده | [ ۶ ] |